# Steinzeitdorf Randau

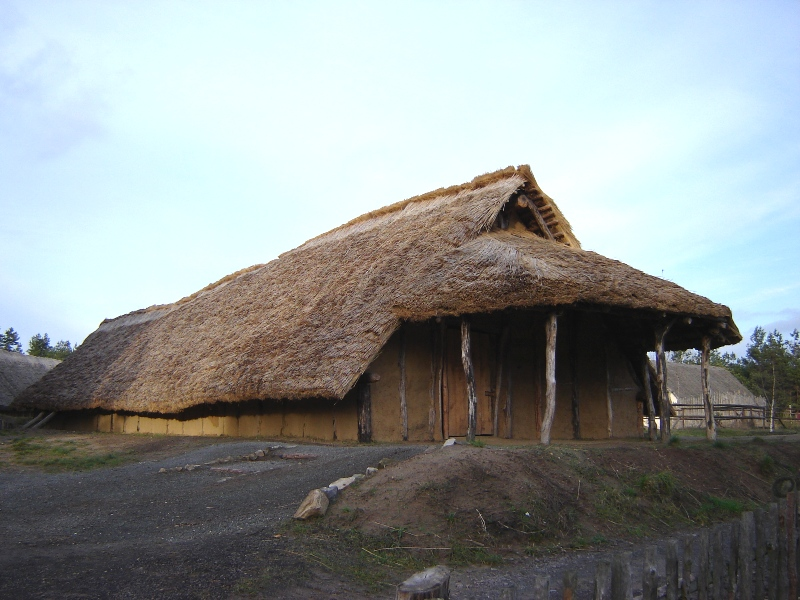
Steinzeitdorf Randau

Das Steinzeitdorf Randau wurde im Jahre 2001 in Form eines Freilichtmuseums am Nordrand von Randau, einer Siedlung des Magdeburger Stadtteils Randau-Calenberge, angelegt.
Den Ursprung der Anlage bilden die 4500 Jahre alten – in einer Talsanddüne am Ufer der Elbe geborgenen – Reste eines jungsteinzeitlichen Pfostenhauses aus der Schönfelder Kultur. Sie wurden 1941 durch Bodendenkmalpfleger Hans Lies gesichert und verschiedenen Museen übergeben. 
Der 2001 gegründete  Förderverein setzte sich die Rekonstruktion des Steinzeithauses zum Ziel. Die Anlage konnte nach Unterstützung durch kommunale Arbeitsbeschaffungsmaßnahmen und freiwillige Helfer 2003 eröffnet werden. In den folgenden Jahren entstanden auf dem zwei Hektar großen Gelände Nachbauten eines historischen Lehmbackofens, eines bandkeramischen Langhauses, eines frühmittelalterlichen Grubenhauses und eines Palisadenzaunes. In einem Teil der Anlage wurden Gehölze aus der Jungsteinzeit angepflanzt, außerdem werden historische Nutzpflanzen wie Einkorn und  Emmer gezeigt. In den Gebäuden sind Werkzeuge, Waffen und Hausrat der jeweiligen Epoche ausgestellt.